# اقتصاد کویت
اقتصاد کویت یک اقتصاد ثروتمند مبتنی بر نفت است. دینار کویت، بالاترین ارزش واحد پول در جهان است. صنایع غیرنفتی نظیرخدمات مالی را شامل می شود. طبق گزارش بانک جهانی، اقتصاد کویت بیست و هفتمین کشور جهان از نظر تولید ناخالص سرانه داخلی است.کویت دومین کشور ثروتمند شورای همکاری خلیج فارس پس از قطر است.
جنگ دوم خلیج فارس و اشغال کویت در سال ۱۹۹۰ ضربه مهلکی را بر اقتصاد کویت وارد ساخت و بیش از ۱۰۰ میلیارد دلار از ذخایر خارجی و سرمایه‌گذاری‌های این کشور را برباد داد. مجموع خسارات وارده به کویت در نتیجه اشغال آن از سوی عراق بیش از ۴۴/۱۰۹ میلیارد دلار برآورد شده‌است. پس از جنگ خلیج فارس نیز ساختار اقتصاد کویت تغییری نیافت. تولید ناخالص داخلی کشور پس از یک افول ناشی از اشغال تا سال ۱۹۹۳ روبه افزایش نهاد.
کویت اقتصادی کوچک و محدود، ولی باز دارد که به شدت به صدور نفت خام وابسته‌ است. فروش نفت خام ۹۰ درصد تولید ناخالص داخلی و ۷۵ درصد بودجه دولت را شامل می‌شود. بحران جهانی نفت در اواخر سال ۱۹۹۸ و اوایل سال ۱۹۹۹ موجب شد تا بودجه این کشور از ۵/۵ میلیارد دلار به ۳ میلیارد دلارکاهش یابد و همین امر مشکلات گسترده‌ای را برای اقتصاد کویت فراهم آورد.
البته حجم زیادی از مشکلات اقتصادی کویت در ۱۰ سال گذشته مربوط به آثار تخریبی حمله عراق به تأسیسات نفتی این کشور در سال ۱۹۹۰ است. تأمین بودجه بازسازی شهرها و واحدهای اقتصادی از یکسو و هزینه اعزام نیروهای نظامی آمریکا برای دفاع از کویت در مقابل تهدیدات جاه طلبانه عراق موجب شده‌است که دولت کویت در سال‌های اخیر به فکر جذب سرمایه‌های خارجی در کشور باشد.
کویت با توجه به جمعیت کم و تولید ناخالص ملی نسبتاً بالا، از درآمد سرانه خوبی برخوردار است. متوسط درآمد سرانه مردم کویت که در سال ۱۹۹۹ حدود ۱۲ هزار و ۵۰۰ دلار بود، در سال ۲۰۰۰ به حدود ۱۴ هزار دلار رسید. در این کشور کمتر کسی زیر خط فقر زندگی می‌کند و اغلب خانواده‌ها از زندگی نسبتاً مرفهی برخوردارند. تمایل به تجملات و تشریفات که به صورت یک خرده فرهنگ در خانواده‌های کویتی نمود یافته‌است، برگرفته از همین رفاه نسبی اجتماعی است.
نرخ تورم اقتصادی در کویت کمتر از ۲ درصد برآورد می‌شود که نرخ معقولی است (این نرخ در سال ۱۹۹۷ حدود ۷/۸٪ درصد بود). کویت یک میلیون نفر نیروی کار دارد که اغلب آن‌ها مهاجران کشورهای اطراف هستند. ۵۰ درصداز نیروی کار کویت در بخش‌های دولتی و خدمات اجتماعی، ۴۰ درصد در بخش خدمات و ۱۰ درصد در بخش صنعت و کشاورزی شاغلند.
کویت خریدار خوبی برای مواد غذایی، مصالح ساختمانی، سبزیجات و پوشاک کشورهای اطراف است. واحد رسمی پول کویت دینار است که خود به یکهزار فلس تقسیم می‌شود. هر دلار آمریکا در حال حاضر با ۰٫۲۸۰۷۳ دینار کویت برابری می‌کند (۱۸ دسامبر ۲۰۱۱) شهر کویت به لحاظ هزینه‌های بالای زندگی در آن، یکی از ۲۰ شهر گران جهان است.
پس از سال ۱۹۹۱ مشکلات اقتصادی پیشین کویت با پیامدهای زیانبار و سنگین جنگ دوم خلیج فارس گره خورد و نیاز مبرم به تحول در ساختار اقتصادی این کشور گردید. دولت کویت برای پیمودن این راه و حل مشکلات بنیادی اقتصادی خود از مشورتهای بانک جهانی و صندوق بین‌المللی پول کمک گرفت. در سال ۱۹۹۳ هیئت‌های کارشناسی این دو سازمان از کویت بازدید کردند و اجرای یک برنامه اصلاحات اقتصادی را توصیه نمودند که محورهای عمده آن عبارت است از:
1. خصوصی‌سازی
2. حذف یارانه‌ها (سوبسید) و خدمات رایگان، افزایش مالیات‌ها

کویت در کشورهای اروپایی و آمریکایی و آسیایی به صورت مستقیم و غیرمستقیم سرمایه‌گذاری کرده‌است. عمده‌ترین این سرمایه‌گذاری‌ها در هفت کشور صنعتی دنیا می‌باشد.
تراز پرداخت‌های تجاری کویت در سال‌های ۱۹۹۷ و ۱۹۹۸ به ترتیب ۱/۷ میلیارد دلار و ۶۴۱ میلیون دلار بود. همچنین، تراز حساب جاری این کشور در سال‌های فوق به ترتیب به ۹/۷ میلیارد و۹/۲ میلیارد دلار رسید. نفت خام، مواد پتروشیمی، فراورده‌های غذایی، فلزات ساختمانی و نمک، عمده محصولات صنعتی ومعدنی کویت را تشکیل می‌دهند.
کویت همچنین توان تولید ۲۷ میلیارد کیلو وات ساعت انرژی الکتریکی دارد که تماماً توسط نیروگاه‌های حرارتی تأمین می‌شود و به مصرف واحدهای داخلی می‌رسد. کویت کشاورزی چندان مطرحی ندارد و فعالیت‌های شیلاتی آن محدود به صید ماهی و میگو می‌شود. حجم صادرات سالانه این کشور به ۵/۱۳ میلیارد دلارو میزان واردات آن به ۱/۸ میلیارد دلار می‌رسد آمریکا، ژاپن، کره جنوبی، هند، سنگاپور، انگلیس، آلمان و ایتالیا بزرگترین شرکای بازرگانی کویت هستند.

## ویژگی‌های مهم اقتصادی، اجتماعی و سیاسی
امیرنشین کویت با مساحت ۸۱۸/۱۷ کیلومترمربع و جمعیت حدوداً دو میلیون نفر در شمال شبه‌جزیره عربستان و شمال غربی خلیج فارس بین ۸ و ۳۰ درجه عرض جغرافیایی ۴۶ و ۴۸ درجه طول شرقی قرار گرفته و از شمال به عراق، از جنوب به عربستان سعودی و از شرق به خلیج فارس محدود می‌باشد. کویت سرزمینی است مسطح و بیابانی که سطح آن پوشیده از ماسه‌است و عوارض طبیعی چون کوه‌ها و رودها در آن وجود ندارد. از آنجا که فعالیت‌های سیاسی، اقتصادی، اجتماعی و غیره پیرامون شهر (کویت) می‌چرخد، از نظر مساحت و جمعیت می‌توان مفهوم دولت - شهر را بر کویت اطلاق کرد.
این کشور در کرانه‌های خلیج فارس دارای جزایر متعددی است که مهم‌ترین و بزرگترین آن‌ها عبارتند از: بوبیان، فیلکه، وریه، مسکان، عوهه، ام‌النمل، قاروره، ام‌المرادم و کبر. کویت به لحاظ وضعیت جغرافیایی همواره مرکز مهمی برای کشتیرانی و فعالیت‌های دریایی بوده‌است.

### بازرگانی
در سال 2019، عمده‌ترین محصولات صادراتی کویت شامل نفت (89.1 درصد کل صادرات)، هواپیما و فضاپیما (4.3 درصد)، مواد شیمیایی آلی (3.2 درصد)، پلاستیک (1.2 درصد)، آهن و فولاد (0.2 درصد)، سنگ‌های قیمتی و فلزات گرانبها (0.1%)، ماشین آلات شامل رایانه ها (0.1%)، آلومینیوم (0.1%)، مس (0.1%) و نمک، گوگرد، سنگ و سیمان (0.1%) بوده است. کویت بزرگترین صادرکننده هیدروکربن های سولفونه، نیترات و نیتروزه در جهان در سال 2019 بود. در شاخص پیچیدگی اقتصادی (ECI) در سال 2019، کویت در بین 157 کشور در رتبه 63 قرار گرفت. عراق بازار صادراتی پیشرو کویت در سال 2019 بود و محصولات غذایی/کشاورزی 94.2 درصد از کل کالاهای صادراتی را به خود اختصاص دادند.

#### بنادر مهم
- بندر الاحمدی: بندر الاحمدی بزرگترین بندر نفتی کویت است که دارای چهار لنگرگاه است. اسکله شمالی بندر الاحمدی می‌تواند هم برای صادرات نفت خام و هم محصولات پالایش شده مورد استفاده قرار گیرد.
- بندر شعیبه: دومین بندر بزرگ کویت، شعیبه‌است. دارای لنگرگاه‌های ویژه کالاهای تجاری، کانتینر و لنگرگاه مخصوص محصولات نفتی است که توسط شرکت ملی نفت کویت اداره می‌گردد.
- بندر شویخ: این بندر قدیمی‌ترین بندر بازرگانی کویت است که می‌تواند کشتی‌های مختلف با آبخور ۵/۷ متر را در هر زمان و با آبخور ۵/۹ متر را فقط در وضعیت حداکثر مد آب بپذیرد.
- بندر الزور: بندر الزور (میناء المسعود) چهارمین بندر نفتی کویت است که صادرات نفت منطقه بیطرف یا مقسومه را انجام می‌دهد.
- بندر دوحه: بندری کوچک است که در سال ۱۹۸۱ برای قایقها و لنج‌های باری ساحلی که بین کشورهای منطقه خلیج فارس کالاهای سبک جابجا می‌نمودند، ساخته شد. عمق آب در آن به ۳/۴ متر می‌رسد.
- بندر عبدالله: بندر عبدالله در سال ۱۹۵۴ جهت صادرات محصولات نفتی پالایشگاه میناء عبدالله بنا شد که دارای دو اسکله در عمق دو مایلی ساحل است.

## بخش‌های مختلف اقتصاد کویت

### نفت
کویت با وجود وسعت اندک یکی از بزرگترین کشورهای تولیدکننده نفت جهان است. عایدات نفتی مهم‌ترین مؤلفه درآمدهای دولت کویت به‌شمار می‌رود. ذخایر نفتی این کشور ۷۰ میلیارد بشکه تخمین زده می‌شود که بیش از سه برابر ذخایر نفتی ایالات متحده آمریکا و ۱۰ درصد از کل ذخایر نفتی جهان است.
تولید نفت کویت طی سال ۱۹۹۴ در سطح ۲ میلیون بشکه در روز (شامل نفت استخراج شده از منطقه بی‌طرف) قرار داشت. در خرداد ماه ۱۳۷۳ با بازسازی و راه‌اندازی کامل سومین واحد تقطیر پالایشگاه الاحمدی توان پالایش نفت کویت به ۸۰۰ هزار بشکه در روز رسید که از این مقدار حدود ۱۲۰ هزار بشکه به مصرف داخلی و روزانه ۷۰۰ هزار بشکه آن صادر شد.
میزان تولید ناخالص داخلی کویت در سال ۱۹۹۹ به خاطر کاهش قیمت جهانی نفت به مرز ۸/۲۵ میلیارد دلار رسیده بود، در سال ۲۰۰۰ با روند افزایش نرخ نفت در بازارهای بین‌المللی به بیش از ۲۹ میلیارد دلار رسید. از سوی دیگر، نرخ رشد تولید ناخالص داخلی کویت هم‌اکنون بین ۵/۲ تا ۳ درصد برآورد می‌شود (این نرخ در سال ۱۹۹۹حدود ۱/۱ درصد بود)
طی سال‌های گذشته با بهره‌برداری از سه حلقه چاه جدید در منطقه مرزی (الرتقه) جمع چاه‌های در دست بهره‌برداری در این منطقه را به ۱۱ حلقه رساند. چاه‌های منطقه (الرتقه) مورد ادعای دولت عراق است و به موجب علامت‌گذاری جدید مرزی در طرف کویت واقع شده‌است.
اجلاس وزرای نفت کشورهای صادرکننده نفت (اوپک) در ژانویه ۲۰۰۱ سقف تولید نفت کویت را درحد ۲ میلیون و ۲۱ هزار بشکه در روز تعین کرد.

### گاز
همپای رشد صنعت نفت در کویت، این کشور اقداماتی را نیز برای استخراج و بهره‌برداری از منابع گاز طبیعی (بوتان، پروپان، نپتان) آغاز کرد. منابع گاز در اطراف بندر الاحمدی و شعیبه ذخیره و سپس توسط سوپر تانکرهای ویژه حمل گاز به کشورهای مصرف‌کننده از جمله ژاپن و سایر کشورهای غربی صادر می‌گردد. تولید و استخراج گاز در کویت روند رو به رشدی را نشان می‌دهد هر چند که در آن نوساناتی نیز دیده می‌شود.

### کشاورزی
کویت با قرارگرفتن در عرض جغرافیایی ۳۰ درجه شمالی و در حاشیه بیابان‌های خشک و سوزان شبه جزیره عربستان یک کشور با آب و هوای خشک بیابانی و فاقد هرگونه آب جاری است. فقدان آب‌های سطحی مناسب برای کشت، نامساعد بودن و هوای گرم و بیابانی کویت را از لحاظ کشاورزی سرزمین بسیار فقیری ساخته‌است. زمین‌های قابل کشت کویت تنها مساحتی حدود ۱/۱٪ از خاک این کشور یعنی کمتر از ۲۰۰ کیلومترمربع و مراتع آن نیز فصلی است. به همین دلیل بخش کشاورزی و دامداری در کویت کم‌اهمیت و ناچیز است. کشاورزی در واقع اساس و پایه معیشتی مردم کویت نیست و ساختار اقتصادی این کشور به آن وابستگی ندارد.
هرچند کویت بخاطر نداشتن آب جاری وخاک مناسب کشاورزی یک کشور کشاورزی محسوب نمی‌شود، ولی از سال ۱۹۵۳ کشاورزی در کویت مورد توجه قرار گرفت. در دهه ۱۹۷۰ با اوج‌گیری درآمد نفت کویت و اختصاص مبالغ بیشتر برای یارانه بخش کشاورزی، چند شرکت کشاورزی در کویت به وجود آمدند که با استفاده از منابع آب زیرزمینی و اصلاح خاک کشتزارهای نسبتاً بزرگی را در مناطق الصلیبیه، الوفره و العبدلی ایجاد نمودند.
کل مساحت کویت ۱۷۸۱۸ کیلومتر مربع است و همان‌طور که گفته شد کمتر از ۲۰۰ کیلومتر مربع یعنی ۱۲/۱٪ آن را زمین‌های مناسب برای کشاورزی تشکیل می‌دهند. تقریباً ۴۲ کیلومتر مربع از این زمین‌ها به صورت نخلستان یا کشتزار در دست بهره‌برداری است و باقی‌مانده آن به لحاظ نبود آب، لم یزرع باقی مانده‌است. کشتزارها و زمین‌های قابل کشت کویت پراکنده بوده و سه ناحیه الجهراء، العبدلی و الوفره مهم‌ترین و وسیعترین واحدهای کشاورزی کویت هستند که به عنوان مراکز کشاورزی کویت شهرت یافته‌اند. در این نواحی گندم، جو، چند نوع حبوبات و برخی از انواع سبزی و صیفی جات کشت می‌شود.
علیرغم محدودیت‌های کشاورزی در کویت چند قلم از فراورده‌های کشاورزی و دامی می‌توانند پاسخگوی نیازمندی‌های بازار کویت باشند. به‌طور مثال در سال ۱۹۸۷، ۴۵٪ از تخم مرغ و ۴۰٪ از گوشت مرغ و ۷٪ از علوفه مصرف داخلی از کشتزارها و باغچه‌های داخلی تأمین شد. در همین سال مقدار فراورده‌های دامی و کشاورزی تولید شده: ۴۴۷ میلیون تخم مرغ، ۳۰ هزار تن گوشت مرغ، ۱۶۵۴ تن گوشت گوسفند و بره و ۲۳۴ تن گوشت گاو و تولید شیر ۵۳ هزار تن بوده‌است. برپایه آمار سال ۱۹۹۳ مجموع فراورده‌های کشاورزی کویت شامل محصولات زمستانی، تابستانی و فراورده‌های گلخانه‌ای، ۱۴۸۶۳۲ تن بوده‌است.
به دلیل نامساعد بودن آب و هوا کاشت و داشت گیاهان گلخانه‌ای و برداشت این نوع محصولات در کویت در مقایسه با کشتزارهای فضای آزاد رونق خوبی دارد. در سال ۱۹۹۳ برداشت فراورده‌های کشاورزی گلخانه‌ای ۳۷۶۶۲ تن بود. فراورده‌هایی مانند گوجه، خیار، فلفل، بامیه، لوبیاسبز، بادمجان، توت فرنگی، پیاز، سبزیجات، کلم، کاهو، ذرت و برخی دیگر از اقلام کشاورزی با این شیوه کشت و برداشت می‌شوند.
هر چند دامداری بخش جدایی ناپذیر از زندگی قبیله‌ای به‌شمار می‌آید لکن متناسب با فقر پوشش گیاهی و گرایش بیشتر کویتی‌ها به ماهیگیری، نگهداری و پرورش دام و طیور رونق چندانی در کویت نداشته‌است.
برخلاف بخش کشاورزی که پیش از دوران رونق نفتی نقش چندانی در اقتصاد کویت نداشتند، ماهیگیری و بهره‌برداری از منابع دریایی یکی از منابع اصلی درآمد کویتی‌ها در دوره یاد شده بود.
صید ماهی و میگو بصور ت قابل توجهی در کویت رونق دارد و خوراک دریایی برای مصرف داخلی کویت و بعضاُ صدور به خارج را عرضه می‌نماید. در سال ۱۹۹۴ مجموع ماهی و میگو که صید و به بازار داخلی کویت وارد شد بیش از ۹۹۳۲ تن بود. در کویت چند شرکت در بخش ماهیگیری فعالیت دارند که به صید، انجماد، بسته‌بندی و فروش (دربازار داخلی یا صادرات) ماهی و میگو می‌پردازند.
سازمان امور کشاورزی و منابع دریایی کویت براساس دو طرح کوتاه مدت پنج ساله و بلند مدت ۲۰ ساله که تا سال ۲۰۰۸ به درازا می‌کشد تلاش دارد بخش کشاورزی را گسترش دهد. در حال حاضر نیز به منظور گسترش کشاورزی سیاست‌های تشویقی و تسهیلاتی را اعمال می‌نماید. کمک‌های دولتی به بخش کشاورزی شامل موارد متعددی است که از تأمین نیروهای فنی و متخصص تا ارائه بذرهای اصلاح شده، کودهای شیمیایی، پلاستیک سفید (برای گلخانه) با قیمتهای پایین را شامل می‌شود. میانگین کمک‌های دولت کویت به بخش کشاورزی نزدیک به ۸۰۰ دینار برای هر کشتزار در سال برآورد شده‌است.
تسهیلات اعتباری ویژه دولت برای بخش کشاورزی اعطای وام‌های کشاورزی تا ۲۰ هزار دینار (۶۶ هزار دلار) در اقساط ۱۵ ساله بدون بهره، وام‌های بیش از ۲۰ هزار دینار با اقساط ۱۰ ساله و با بهره ۲ درصد را شامل می‌شود.
علاوه بر سازمان امور کشاورزی و منابع دریایی کویت که ارگان دولتی و مسئول این بخش در کویت است سازمان‌ها و اتحادیه‌های دیگری نیز در بخش کشاورزی فعالیت دارند از جمله جمعیت مهندسین کشاورزی کویت، اتحادیه کشاورزان کویت، اتحادیه ماهیگیران و صاحبان کشتی‌های کوچک، اتحادیه جمعیتهای تعاونی تولیدکننده فراورده‌های کشاورزی، جمعیت کشاورزی الوفره، جمعیت کشاورزی العبدلی و چند اتحادیه و سازمان غیردولتی دیگر.
مجموع نیروی کار شاغل در بخش کشاورزی و ماهیگیری کویت براساس آمار وزارت برنامه‌ریزی تا پایان سال ۱۹۹۴، ۹۸۵/۱۵ نفر بود که ۶/۱٪ از مجموع نیروی کار این کشور را تشکیل می‌دهند.
بخش کشاورزی شامل (پرورش دام و طیور) و ماهیگیری سهم بسیار ناچیز در تولید ناخالص داخلی کویت دارند. مجموع رقم تولید ناخالص داخلی این بخش در سال ۱۹۹۳، ۳/۲۲ میلیون دینار (معادل ۲۵۹/۷۴ میلیون دلار) بود که ۳۴٪ درصد تولید ناخالص داخلی کویت را تشکیل می‌داد.